# Cogorno
Cogorno település Olaszországban, Liguria régióban, Genova megyében. Lakosainak száma 5673 fő (2023. január 1.). Cogorno Carasco, Chiavari, Lavagna és Ne községekkel határos.

## Népesség
A település lakossága az elmúlt években az alábbi módon változott:
| Lakosok száma | 5748 | 5731 | 5673 |
|               | 2017 | 2018 | 2023 |